# Georg von Kappadokien
Georg von Alexandria, gelegentlich auch Georg von Kappadokien (auch Kappadozien) genannt, (* in Lod; † 24. Dezember 361 in Alexandria) war 'homöischer' Bischof zur Zeit des Arianischen Streits, er vertrat also eine nicht-nicänische Trinitätslehre, die sich aus der origenistischen Theologie der so genannten 'origenistischen Mittelgruppe' entwickelt hatte.
Er war Sohn eines Händlers, wurde reich als Heereslieferant in Konstantinopel und Steuereintreiber, bevor er sich zum Priester weihen ließ und Bischof von Kappadokien wurde. Er war ein eifriger Vertreter der 'origenistischen Mittelgruppe' und später des homöischen Glaubensbekenntnis, welches unter der Regie von Kaiser Constantius II. Anfang 360 entstanden und für die römischen Kirchen zur Norm erklärt worden war. Im Auftrag Constantius II.  unterrichtete er die kaiserliche Familie in der christlichen Religion. Bereits 352 hatte eine Synode in Antiochia Georg zum Bischof von Alexandria gewählt und die bereits erfolgte Rückkehr von Bischof Athanasius nach Alexandria als Rechtsbruch erklärt. Die Absetzung und Vertreibung von Athanasius sowie die Einsetzung von Georg in Alexandria mit Hilfe von Constantius zog sich bis Februar 357 hin, der rigoros auf Order von Constantius mit römischen Armee-Einheiten durchgesetzte Einzug von Georg war von Gewaltausbrüchen begleitet. Im Oktober 358 verließ Georg fluchtartig Alexandria, nachdem er anscheinend vor allem als Handlanger einer drastischen anti-heidnischen Religionspolitik von Constantius in Alexandria aufgetreten wie wahrgenommen worden war, zugleich auch als Verteidiger großer Steuererhöhungen Constantius’. Erst im November 361 kehrte Georg zurück, wurde aber bereits wenige Tage später in ein Gefängnis gebracht, nachdem die Nachricht vom Tod Constantius’ (3. November 361) in Alexandria angekommen war. Obwohl der Prozess der römischen Behörden gegen Georg gerade erst angelaufen war, stürmte eine wütende Menge das Gefängnis am 24. Dezember 361 und tötete Georg mitsamt zweier Getreuen.
Georg von Alexandria ist nicht identisch mit dem Heiligen Georg von Kappadokien, oder Gregor von Nazianz, dem Bischof von Kappadokien (etwa zur gleichen Zeit).